# Dingana fraterna
Dingana fraterna là một loài bướm ngày thuộc họ Nymphalidae. Nó là loài duy nhất được tìm thấy ở one hillside tới tây nam of the Stoffberg in the Mpumalanga province.
Sải cánh dài 56–61 mm đối với con đực và 55–57 mm đối với con cái. Con trưởng thành bay từ giữa to cuối tháng 10. Có một lứa một năm
Ấu trùng có thể ăn các loài Poaceae khác nhau.